# Danijal Sohrabi
Danijal Sohrabi (pers. دانیال سهرابی; ur. 17 czerwca 2003) – irański zapaśnik walczący w stylu klasycznym. Zajął dziesiąte miejsce na mistrzostwach świata w 2023 roku.
Brązowy medalista igrzysk azjatyckich w 2022. Mistrz Azji w 2025. Pierwszy w Pucharze Świata w 2022. 
Mistrz świata U-23 w 2022 i trzeci w 2024. Trzeci na MŚ juniorów w 2022. Mistrz Azji juniorów w 2022 roku. 